# Episodi di The Practice - Professione avvocati (quarta stagione)
La quarta stagione della serie televisiva The Practice - Professione avvocati è composta da 22 episodi ed è stata trasmessa negli Stati Uniti sul canale ABC dal 26 settembre 1998 al 9 maggio 1999.
In Italia è stata trasmessa da Rai 2.
| nº | Titolo originale          | Titolo italiano           | Prima TV USA      | Prima TV Italia   |
| -- | ------------------------- | ------------------------- | ----------------- | ----------------- |
| 1  | Free Dental               | Il dentista               | 26 settembre 1999 | 15 ottobre 2005   |
| 2  | Boston Confidential       | Le regole della giustizia | 3 ottobre 1999    | 1º settembre 2003 |
| 3  | Loser's Keepers           | Perdenti                  | 10 ottobre 1999   | 2 settembre 2003  |
| 4  | Legacy                    | Infermità mentale         | 17 ottobre 1999   | 3 settembre 2003  |
| 5  | Oz                        | L'onore di Oz             | 24 ottobre 1999   | 4 settembre 2003  |
| 6  | Marooned                  | Flashback                 | 7 novembre 1999   | 30 ottobre 2005   |
| 7  | Victimless Crimes         | Crimini senza vittima     | 14 novembre 1999  | 5 settembre 2003  |
| 8  | Committed                 | Libertà e sicurezza       | 21 novembre 1999  | 8 settembre 2003  |
| 9  | Bay of Pigs               | Testimone a rischio       | 28 novembre 1999  | 9 settembre 2003  |
| 10 | Day in Court              | Oltre ogni limite         | 12 dicembre 1999  | 10 settembre 2003 |
| 11 | Blowing Smoke             | Cortina di fumo           | 9 gennaio 2000    | 11 settembre 2003 |
| 12 | New Evidence (1)          | Un caso disperato (1)     | 30 gennaio 2000   | 12 settembre 2003 |
| 13 | Hammerhead Sharks (2)     | Fine di un incubo (2)     | 6 febbraio 2000   | 15 settembre 2003 |
| 14 | Checkmates                | Il prima e il dopo        | 13 febbraio 2000  | 16 settembre 2003 |
| 15 | Race Ipsa Loquitor        | Lo stato delle cose       | 20 febbraio 2000  | 17 settembre 2003 |
| 16 | Settling                  | Vendetta                  | 12 marzo 2000     | 1º settembre 2006 |
| 17 | Black Widows              | La cosa giusta            | 2 aprile 2000     | 18 settembre 2003 |
| 18 | Death Penalties           | L'ultimo ricorso          | 9 aprile 2000     | 19 settembre 2003 |
| 19 | Till Death Do Us Part (1) | L'ombra del passato (1)   | 30 aprile 2000    | 18 settembre 2004 |
| 20 | Liberty Bells (2)         | Oltre l'evidenza (2)      | 7 maggio 2000     | 25 settembre 2004 |
| 21 | Honorable Man             | Vittoria amara            | 14 maggio 2000    | 2 ottobre 2004    |
| 22 | Life Sentence             | Le nozze                  | 21 maggio 2000    | 9 ottobre 2004    |